# Emilie Zumsteeg

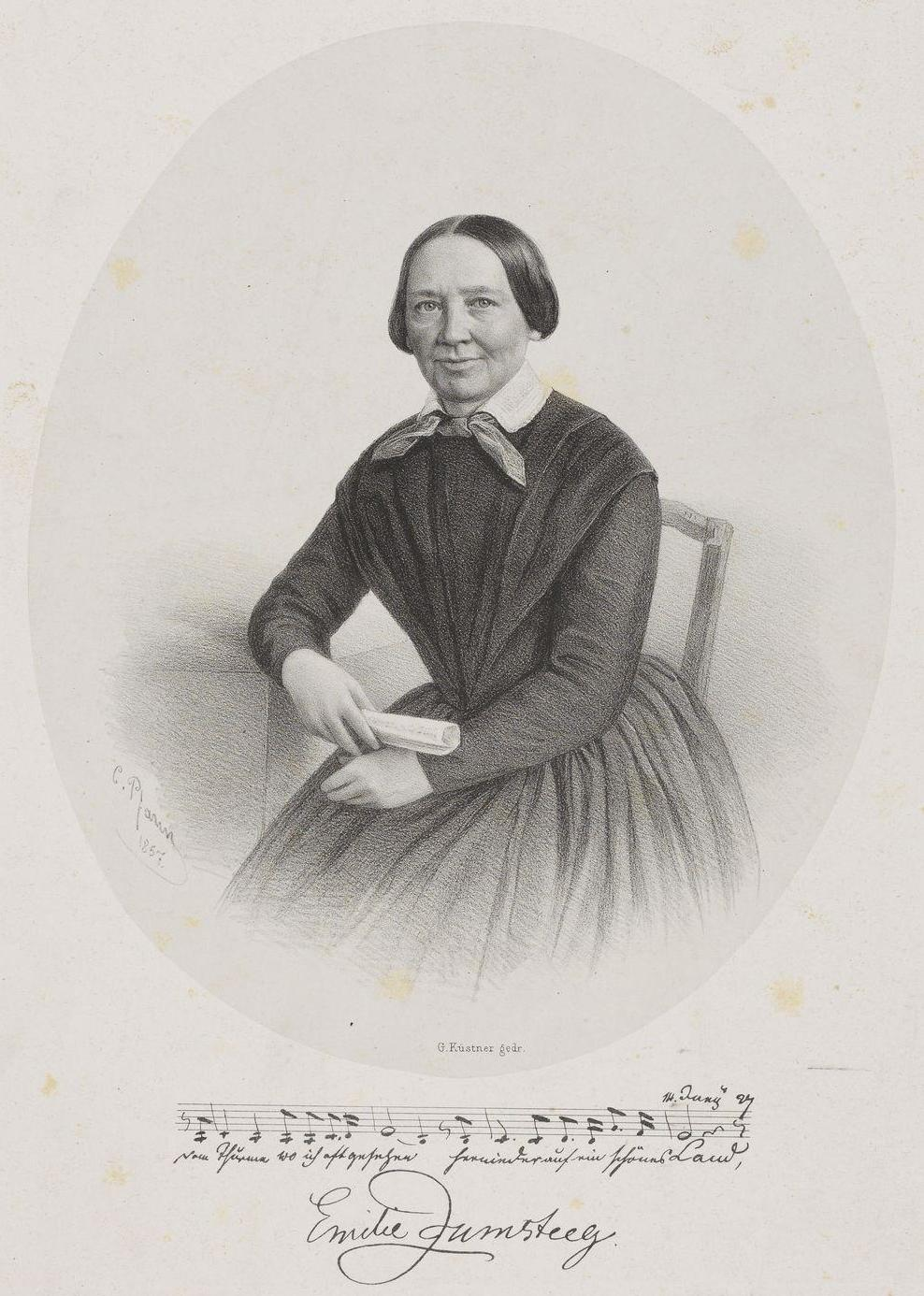
Emilie Zumsteeg, Lithographie von Christian Siegmund Pfann, 1857

Emilie Zumsteeg (* 9. Dezember 1796 in Stuttgart; † 1. August 1857 ebenda) war eine deutsche Komponistin, Musiklehrerin, Chorleiterin, Pianistin und Musikschriftstellerin. Sie hatte maßgeblichen Einfluss auf die Entwicklung des Stuttgarter Musiklebens im 19. Jahrhundert, wo sie auf den Musikgeschmack des bürgerlichen Publikums Einfluss nahm und das Repertoire des Konzertangebots nachhaltig prägte. Sie gründete den ersten Frauenchor Württembergs und trat als eine der ersten Frauen als Dirigentin öffentlich in Erscheinung.

## Leben
Die Eltern Emilie Zumsteegs waren Johann Rudolph Zumsteeg, Konzertmeister am württembergischen Hof, und seine Frau Luise, geborene Andreä (1760–1837), eine Arzttochter. Es wird angenommen, dass Luise Zumsteeg von der Stuttgarter Hofapothekerin Maria Andreae abstammte. Emilie Zumsteeg war das siebte und letzte Kind des Ehepaars. Nur drei der Geschwister von Emilie Zumsteeg überlebten das Kindesalter.
Bis zum frühen Tod des Vaters im Jahr 1802, als sie fünf Jahre alt war, wuchs Emilie Zumsteeg sorgenfrei auf. Ihre Eltern pflegten Umgang mit den bürgerlichen Familien, die das kulturelle Zentrum Stuttgarts bildeten. Dazu gehörten die Familien des Kaufmanns Gottlob Heinrich von Rapp und des Malers Johann Heinrich Dannecker und die Familien Hartmann und Reinbeck. Bei Zusammenkünften in den Häusern dieser Familien fanden Lesungen statt, wurde über Literatur und Bildende Kunst diskutiert und auch Musik aufgeführt. Ab 1802 musste die Witwe Luise Zumsteeg den Lebensunterhalt für sich und ihre vier Kinder verdienen. Sie gründete mit Hilfe der Verleger Breitkopf und Härtel eine Musikalienhandlung (Zumsteegs Witwe), in der ihre Tochter mitarbeitete. 1825 übergab Luise Zumsteeg das Handelsgeschäft an ihren Sohn Gustav Adolf Zumsteeg, der eine kaufmännische Ausbildung gemacht hatte.
Emilie Zumsteegs Interesse und Begabung für Musik zeigte sich schon früh. Sie erhielt früh Unterricht in Klavier, Gesang, Generalbass und Partiturspiel. Ihre Lehrer waren Gottlob Schick (1776–1812) (Klavier und Partiturspiel) und Chordirektor Wilhelm Sutor (Gesang, Generalbass). Für das Partiturspiel zeigte sie sich besonders begabt. Schon in ihrer Jugend begann Zumsteeg zu komponieren. Zum Beispiel entstand das Lied Der erste Dezember (EZ 54) im November 1814, als sie 18 Jahre alt war. Ab 1817 veröffentlichte sie Lieder und Klavierwerke in eigenständigen Heften – bei Simrock in Bonn, bei Schott in Mainz sowie in der eigenen Verlagshandlung Zumsteeg – sowie in Musikzeitschriften.
Emilie Zumsteeg trat 1821 und 1822 sowohl als Sängerin als auch als Pianistin auf. Ihre Auftritte waren Teil der Abonnementkonzerte der königlichen Hofkapelle, die im Redoutensaal des Schlosses sowie im damaligen Museum von Stuttgart im Winterhalbjahr in der Regel als Zyklus von zwölf Konzerten stattfanden. In Besprechungen wurde ihre schöne Altstimme gelobt. Diese Darbietungen endeten aus unbekanntem Grund bereits nach zwei Jahren. Danach war sie nur noch als Dirigentin, Chorleiterin und Musiklehrerin tätig. Ihren Lebensunterhalt verdiente sie primär mit Musikunterricht. Sie wirkte als private Musiklehrerin, später auch – der Beginn dieser Tätigkeit ist nicht bekannt – als Musiklehrerin am Königin-Katharina-Stift.
Ab 1820 führte Emilie Zumsteeg „Sonntagsmusiken“ in ihrem Haus durch. Hierfür gewann sie angesehene Künstler. Bei diesen Veranstaltungen wurden auch verschiedene Chorwerke einstudiert, darunter 1826 Händels Oratorium Messias. Zumsteeg leitete die Chorwerke vom Klavier aus. Aus diesen Treffen entwickelte sich 1847 der „Verein für klassische Kirchenmusik“, den Zumsteeg dadurch mit ins Leben rief. Der Verein, aus dem der „Oratorienverein Stuttgart“ hervorging, entwickelte sich zu einem der führenden deutschen Chöre der Kirchenmusik. Die offizielle Leitung übernahm der Klavierlehrer und Komponist Immanuel Faißt, doch die chorpädagogische Arbeit leistete Emilie Zumsteeg.
Auch bei anderen musikalischen Aufführungen in Stuttgarter Privathäusern wirkte Zumsteeg maßgeblich mit. Öffentliche Choraufführungen bereitete sie als Chorleiterin und Dirigentin vor und studierte die Stimmen vor allem mit den Sängerinnen ein. Bei der eigentlichen Aufführung standen dann männliche Dirigenten am Pult, wie beispielsweise 1832 bei einer Aufführung des Messias. Mit ihrer chorpädagogischen Arbeit, dem Einstudieren und Aufführen von Opern und Oratorien, die in Stuttgart bis dahin beim breiten Publikum nicht bekannt waren, wirkte Zumsteeg geschmacksbildend und prägte das Repertoire des Stuttgarter Konzertangebots nachhaltig mit.

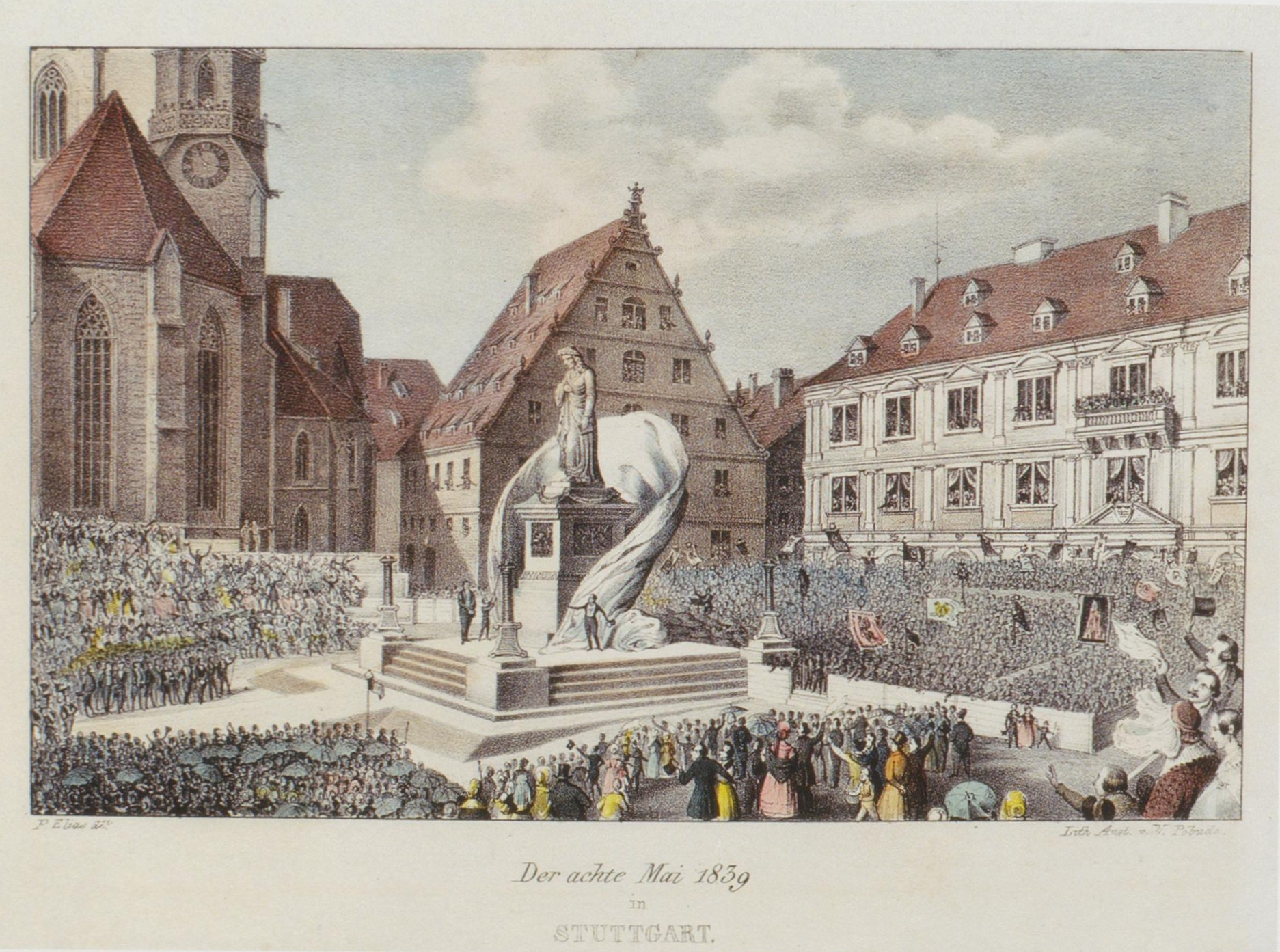
Schillerfest in Stuttgart am 8. Mai 1839 anlässlich der Enthüllung des Schillerdenkmals auf dem Schillerplatz in Stuttgart

Emilie Zumsteeg gründete den ersten „Frauenliederkranz“ Württembergs, der später Teil des „Stuttgarter Liederkranzes“ wurde. Da sich ihr Frauenchor aus privaten Zirkeln entwickelte, kann die Gründung nicht genau datiert werden, belegt sind aber Proben für die Aufführung von Werken für gemischte Stimmen ab den 1820er Jahren. Reine Frauenchöre hatten damals das Problem, geeignete Probenräume zu finden. Männerchöre nutzten dafür oftmals Wirtshäuser, die Frauen aber nur in Begleitung männlicher Bekannter oder Verwandter besuchen konnten, um ihren Ruf nicht zu gefährden. Zumsteegs Frauenchor probte daher im Rathaus oder im Bürgermuseum. Durch ihren Musikunterricht gelang es Zumsteeg, Sängerinnen für einen Frauenchor auszubilden. 1836 bestand ihr Chor, für den sie ihre Gesangsschülerinnen rekrutierte, bereits aus 30 Sängerinnen. Der „Stuttgarter Liederkranz“, der 1824 unter anderem von Emilie Zumsteegs Bruder Gustav Adolf Zumsteeg gegründet wurde, war zunächst ein reiner Männergesangsverein, der aber mit Zumsteegs Frauenchor kooperierte. Insbesondere bei den alljährlichen Schillerfeiern des Liederkranzes kam den Sängerinnen eine besondere Rolle zu. Dabei nahmen sie weiß gekleidet teil, was als Farbe der Reinheit und Vernunft galt. Für den „Liederkranz“ war es ein Prestigegewinn, Sängerinnen im Verein zu haben. Dies galt als ein Zeichen von Progressivität und eines verfeinerten kulturellen Niveaus. Viele der Stuttgarter Sängerinnen kamen aus dem Umfeld der Liberalen. Der Stuttgarter Frauenchor veranlasste schließlich auch Vereine in anderen Städten, Frauen aufzunehmen, wie zum Beispiel 1841 in Tübingen.
Wie anerkannt Emilie Zumsteeg als musikalische Autorität war, zeigt zudem ihre Mitarbeit beim Musikalischen Volksblatt, das Alois Schmitt, der Direktor des Stuttgarter Liederkranz’, 1842 gegründet hatte. Ihr Bruder Gustav Adolf Zumsteeg, obwohl Musikalienhändler und langjähriges Mitglied des Liederkranzes, war dagegen nicht beteiligt, was ihren Einfluss auf das Stuttgarter Musikleben noch unterstreicht. König Wilhelm I. von Württemberg würdigte ihr musikalisches Wirken 1841 mit einem jährlichen Gehalt. Zumsteegs Stammbuch wies Einträge etlicher bekannter Schriftsteller und Musiker ihrer Zeit auf, darunter die Librettistin Helmina von Chézy und die Schriftsteller Gustav Schwab, Nikolaus Lenau, Justinus Kerner und Eduard Mörike.

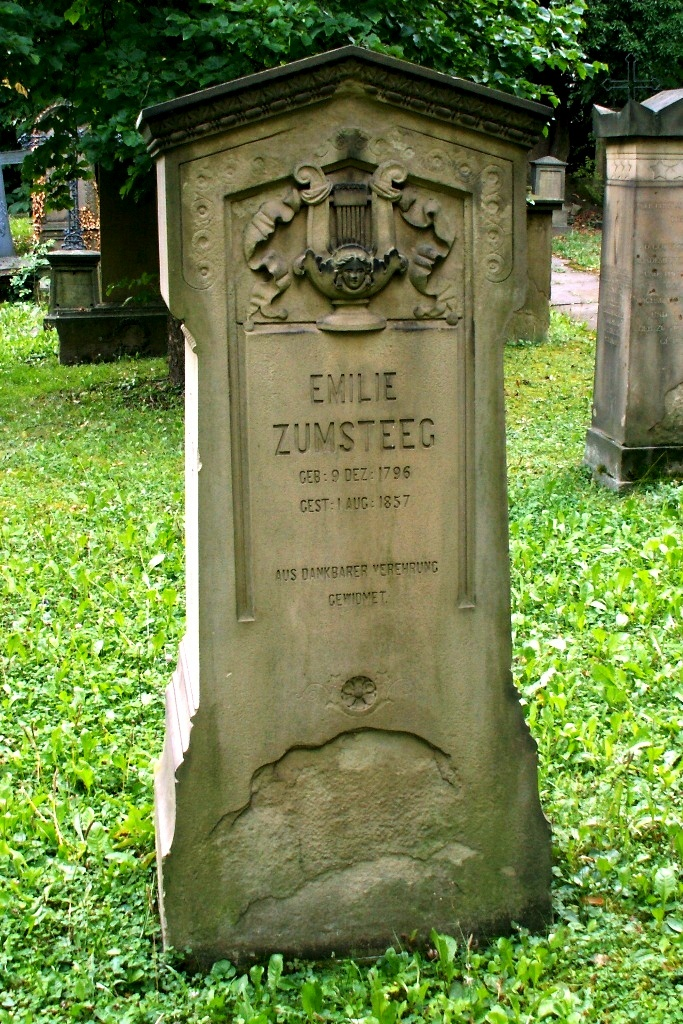
Grabstein auf dem Hoppenlaufriedhof

Nach langer und schmerzhafter Krankheit starb Emilie Zumsteeg am 1. August 1857 in Stuttgart. Der „Liederkranz“ ehrte sie mit einer Totenfeier. Bei der Beerdigung auf dem Hoppenlaufriedhof nahm eine, wie damals vermerkt wurde, „ungewöhnlich große Zahl von Menschen“ teil. Fast sechs Monate nach ihrem Tod, am 28. Januar 1858, hielten der „Liederkranz“ und der „Verein für klassische Kirchenmusik“ eine Gedenkfeier ab, bei der Werke Emilie Zumsteegs und ihres Vaters aufgeführt wurden. Neben ihrem Chor nahmen daran die besten Sängerinnen und Sänger des Königlichen Hoftheaters teil. Der Erlös der Feier wurde für die Errichtung eines Denkmals auf ihrem Grab verwendet, das nach einem Entwurf des Architekten Christian Friedrich Leins ausgeführt und am 1. August 1858 eingeweiht wurde. Die Grabinschrift auf der Rückseite des Grabsteins stammt von Johann Friedrich Fischer (1816–1897).

„Gestern wurde hier eine weibliche musikalische Celebrität zur Erde bestattet, wobei sich eine so allgemeine Theilnahme aus allen Ständen kund gab, wie sie gewiss nur selten einem in bescheidenen Verhältnissen lebenden Wesen zu Theil wird. Es war diess Emilie Zumsteeg, die ledige, 61 Jahr alt gewordene Tochter jenes berühmten Stuttgarter Kapellmeisters Zumsteeg, welcher in der hohen Karlsschule zu dem kleinen Kreise der vertrauten Freunde Schillers gehört hatte. Frl. Emilie Zumsteeg war ein entschiedenes musikalisches Talent, und genoss den Ruf einer ganz besonders begabten Klavierlehrerin, als welche sie viele Jahre lang in den bedeutenderen Häusern hiesiger Residenz sehr gesucht war. Sie war eine der Mitbegründerinnen des hiesigen weiblichen Liederkranzes, als welche sie bei den ersten Schillerfesten in unserer Stadt einen sehr thätigen und anregenden Antheil nahm. Seit längerer Zeit war sie jedoch sehr leidend, und seit fast einem Jahr beständig krank.“

## Werke
Emilie Zumsteegs überliefertes Gesamtwerk besteht aus 56 Liedern mit Klavier- oder Gitarrenbegleitung, 10 Werken für Klavier, 5 Duetten für Frauenstimmen, 3 Kantaten, etwa 20 Chören für Männer-, Frauen- und gemischte Stimmen mit oder ohne Begleitung sowie instrumentalen und vokalen Bearbeitungen. Zumsteegs erste Lieder waren noch vom Rokoko geprägt und der Einfluss der Lieder ihres Vaters spürbar. Ab 1830 wird die Tonsprache romantischer. Die Bedeutung der Textdeklamation und der musikalischen Wortausdeutung nahmen zu.
Die Chöre und Kantaten entstanden meist anlässlich öffentlicher Stuttgarter Ereignisse wie dem jährlich vom „Liederkranz“ durchgeführten Schillerfest. Einige wurden wohl für Hochzeiten von Schülerinnen und Freundinnen oder als Stücke für Zumsteegs Frauenchor komponiert. Für öffentliche Anlässe bearbeitete Zumsteeg auch Werke anderer Komponisten – beispielsweise ein Lied Friedrich Wilhelm Kückens –, die sie für den „Stuttgarter Liederkranz“ arrangierte. Bei ihren Klavierwerken ließ sich jedoch nur selten ein Anlass bestimmen, zu dem sie entstanden. Eine Ausnahme stellt das Klavierlied Obzusiegen wähnt die Zeit (EZ 39) dar, das 1819 als musikalischer Nachruf auf die beliebte Königin Katharina entstand.
44 ihrer Werke wurden zu ihren Lebzeiten veröffentlicht, einige wenige davon mehrmals. Das Lied Ulrichs Lied in der Nebelhöhle (EZ 37) („Vom Turme, wo ich oft gesehen“) aus Lichtenstein von Wilhelm Hauff fand über die Aufnahme in Kommersbücher weite Verbreitung. Andere mehrfache gedruckte Lieder sind Gut’ Nacht! (EZ 9), Weine nicht! Weine nicht, du mein süßes Leben (EZ 8) und Sehnsucht der Liebe (EZ 16). Nach ihrem Tod wurden ihre Lieder nur noch selten veröffentlicht.
Ab den 1830er Jahren komponierte Emilie Zumsteeg nur noch wenig. Die Gründe hierfür sind vermutlich ihre Tätigkeiten als private Musiklehrerin und als Musiklehrerin am Königin-Katharina-Stift und ihr großes Engagement für die Arbeit mit den Chören, was ihr nur noch wenig freie Zeit ließ.
Werkverzeichnis und -ausgaben:
- Emilie Zumsteeg: Sechs Lieder mit Begleitung des Pianoforte op. 4. Nachdruck der Erstausgabe. Schott, Mainz 1990.
- Martina Rebmann: „Wie Deine Kunst, so edel war Dein Leben.“ Ein Werkverzeichnis der Stuttgarter Komponistin Emilie Zumsteeg. In: Musik in Baden-Württemberg. Stuttgart 2/1995, S. 51–74.
- Emilie Zumsteeg: Lieder und Duette. Werkausgabe hg. von Martina Rebmann. Carus, Stuttgart 1998.

## Rezeption
Einige ihrer veröffentlichten Werke wurden zu Lebzeiten rezensiert, wobei der „wahre Ausdruck“ gelobt wurde. Der Dichter Johann Georg Fischer schrieb in seinem Nachruf „ihr Kompositionstalent hat kraftvolle Probe geliefert“ und hob die „Originalität der Empfindungen“ und die „Gewandheit des Sazes“ (sic) heraus.

„Es scheint wirklich Einiges von dem Geiste des Vaters […] auf die Tochter übergegangen zu seyn. Neulich liess der Dichter Haug in einem an sie gerichteten Epigramme drucken, (ohngefähr) seine Lieder wären ihm erst durch ihre Melodieen werth und bedeutsam geworden; und diese Polonoisen machen geneigt, diess für mehr, als eine poetische Artigkeit zu nehmen. Sie sind interessant und angenehm, nicht ohne Eigenthümlichkeit und von wahrem Ausdruck: die Polonoise ernst und schwermüthig gereizt, das Trio sanft und beruhigend.“

Emilie Zumsteeg und ihr Werk gerieten nach ihrem Tod in Vergessenheit. 1929 nahm die Frauenrechtlerin Anna Blos sie in ihre Zusammenstellung von 15 Lebensbildern schwäbischer Frauen auf. 1941 porträtierte sie Kurt Haering für die Reihe Schwäbischer Lebensbilder und bedauerte, dass sie in den bekannten Musikgeschichten nicht namentlich erwähnt wurde, obwohl sie „in ihren Liedern selbst Silcher bei weitem überragt, auch einen Konradin Kreutzer in den Schatten stellt“. Seit den 1990er Jahren wird Zumsteeg zunehmend neu entdeckt, wozu unter anderem Martina Rebmanns Werkverzeichnis und -ausgabe beigetragen haben. Ihre Klavierlieder werden vermehrt aufgeführt und wurden auch auf CD aufgenommen.